# 帕纳加尔
帕纳加尔（Panagar），是印度中央邦賈巴爾普爾縣的一个城镇。总人口25143（2001年）。

## 人口
该地2001年总人口25143人，其中男性13086人，女性12057人；0—6岁人口3621人，其中男1825人，女1796人；识字率67.60%，其中男性为74.61%，女性为59.98%。